# 福田五郎

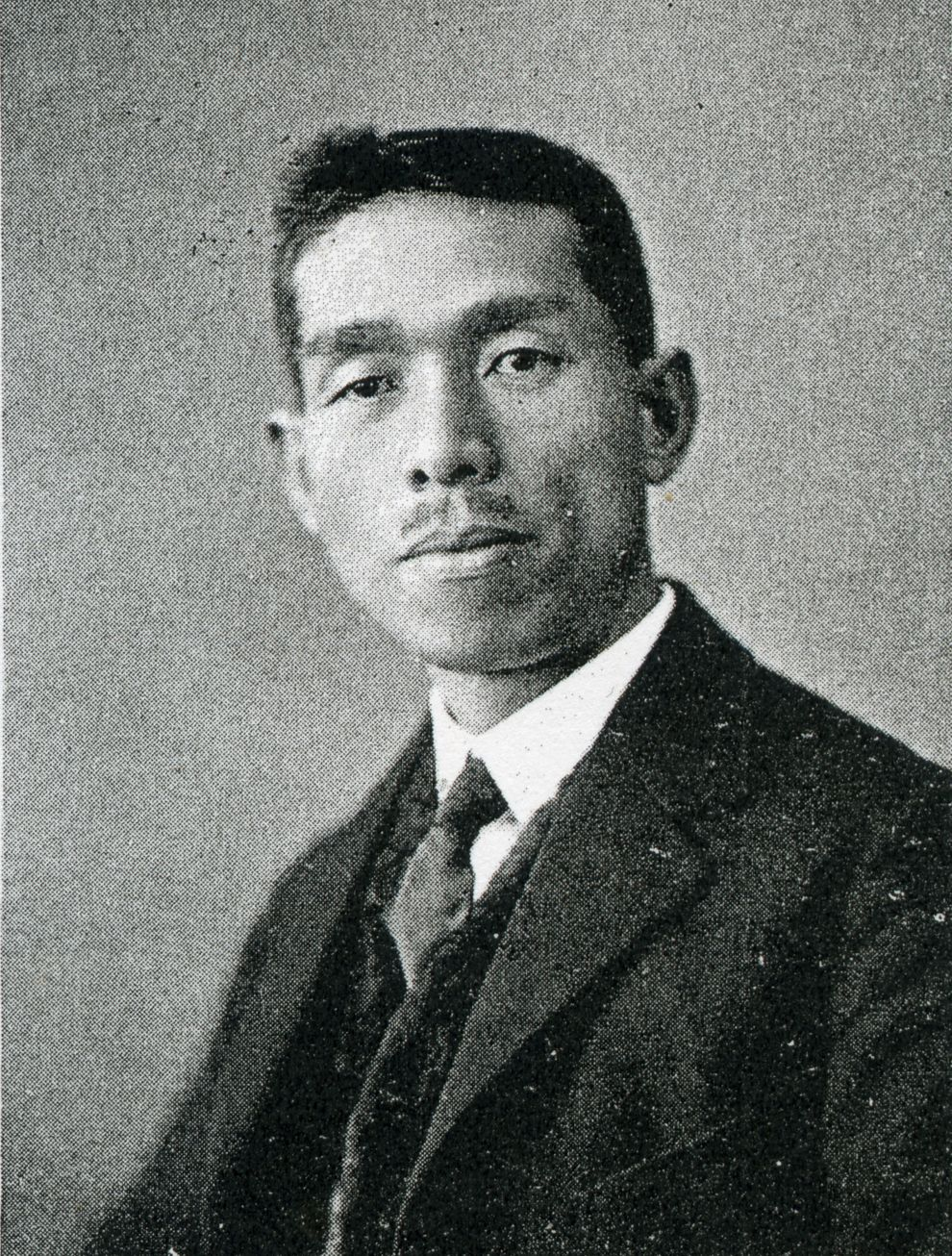
福田五郎

福田 五郎（ふくだ ごろう、1877年（明治10年）10月3日 - 1931年（昭和6年）6月23日）は、日本の衆議院議員（憲政会→立憲民政党）、検事。

## 経歴
佐賀市出身。兄は佐賀商業会議所会頭となった福田慶太郎。1905年（明治38年）、京都帝国大学法科大学卒業。司法官試補から福岡地方裁判所判事、小倉区裁判所判事、熊本区裁判所検事、熊本地方裁判所検事、福岡地方裁判所検事、仙台区裁判所検事、神戸区裁判所検事兼神戸地方裁判所検事を歴任した。1919年（大正8年）、官を辞し、海運業を営んだ。
1924年（大正13年）、第15回衆議院議員総選挙に出馬し、当選。以後、3回の当選を重ねた。その間、濱口内閣で逓信参与官を務めた。